# Hutula kan
Hutula (mongolsko Хутула хан, Hutula han) je bil leta 1156–1160 (?) kan Hamag mongol  ulus – vseh Mongolov, * okoli 1111, † okoli 1161.
Hutula je bil sin Kabul kana. Po očetovi smrti je oblast v Mongoliji prevzel Hutulov bratranec Ambagaj kan. Leta 1156 so Ambagaja ujeli Tatari in ga izročili dinastiji Jin, kjer so ga pribili na lesenega osla. Po njegovi smrti so Mongoli sklicali kurultaj, na katerem so za njegovega naslednika izvolili Hutulo.
Po prevzemu oblasti je s pomočjo svojega brata Hadana sklenil maščevati Ambagajevo smrt in napovedal vojno Tatarom. Kljub temu, da so se Mongoli trinajst krat spopadli s tatarskima poglavarjema  Kotonom in Džalibegom, jim ni uspelo doseči odločilne prednosti. Medtem je cesarstvo Jin sklenilo odpraviti vdore in plenjenje nomadov in leta 1161 poslalo v Mongolijo veliko vojsko. Jinsko-tatarska vojska je odločilno premagala Mongole in razbila njihovo plemensko zvezo. Hutulov naslednik ni postal noben od treh njegovih sinov, ampak  Džingiskan, sin Hutulovega nečaka Jesugeja.

## Vir
- Рене Груссе. Чингисхан: покоритель вселенной. Москва: Молодая гвардия, 2002. ISBN 5-235-02559-8.

| Hutula kan Bordžigini |                                 |                       |
| Vladarski nazivi      |                                 |                       |
| Predhodnik: Ambagaj   | Kan vseh Mongolov 1156–1160 (?) | Naslednik: Džingiskan |